# البوسفور (مضيق)
البُسفور أو البوسفور أو مضيق إسطنبول (بالتركية İstanbul Boğazı، باليونانية Βόσπορος)، هو مضيق يصل بين البحر الأسود وبحر مرمرة، ويعتبر مع مضيق الدردنيل الحدود الجنوبية بين قارة آسيا وأوروبا، ويبلغ طوله 30 كم، ويتراوح عرضه بين (550 متر و3000 متر)، وحسب المعتقدات اليونانية القديمة، فإن تسمية المضيق تعني ممر البقرة.
مياه مضيق البوسفور مصنفة ضمن مجال الملاحة الدولية، وتعتبر حركة السفن بالمضيق واحدة من أهم نقاط الملاحة البحرية في العالم، حيث بلغ عدد السفن المارة بالمضيق سنة 2003 حوالي 47000 سفينة منها أكثر من 8000 سفينة تحمل مواد خطيرة (غاز مسال، نفط ...إلخ)، وفي سنة 2004 تزايد عدد السفن المارة بالمضيق ووصل عددها أكثر من 53000 سفينة.
يخترق المضيق تيارات مائية خطيرة، وضيق المضيق في بعض المناطق يجعل من الملاحة صعبة، وقد وقعت العديد من الحوادث الخطيرة، نذكر منها حادث تصادم سفينتين محملتين بالنفط في 13 مارس 1994 أدت إلى وفاة 25 بحار، وفي 15 يوليو 2005، باخرة بانامية غرقت بالمضيق في ظروف غامضة.

## الجغرافيا
كممر مائي بحري، يربط مضيق البوسفور البحر الأسود ببحر مرمرة ومن ثم بحر إيجه والبحر الأبيض المتوسط عبر مضيق الدردنيل. كما أنه يربط البحار المختلفة على طول شرق البحر الأبيض المتوسط ومنطقة البلقان والشرق الأدنى وغرب أوراسيا. بالتالي، يسمح مضيق البوسفور بالتبادلات البحرية من البحر الأسود إلى البحر الأبيض المتوسط والمحيط الأطلسي عبر جبل طارق، وإلى المحيط الهندي عبر قناة السويس، ما يجعله ممرًا مائيًا دوليًا حاسمًا، خاصة لمرور البضائع القادمة من روسيا.
توجد جزيرة صغيرة جدًا في مضيق البوسفور قبالة كوروتشيشمي. تُعرف الآن بشكل عام باسم جزيرة غلطة سراي (Galatasaray Adası)، وقد منحت للمهندس المعماري الأرمني سركيس باليان من قبل السلطان عبد الحميد الثاني في عام 1880. تم هدم المنزل الذي بناه عليها لاحقًا. أصبحت الجزيرة حديقة مسورة ومن ثم مركزًا للرياضات المائية، قبل أن يتم منحها لنادي غلطة سراي الرياضي، ومن هنا جاء اسمها. مع ذلك، في العقد الأول من القرن الحادي والعشرين، أصبحت الجزيرة مأهولة بالكامل بالنوادي الليلية. في تغيير آخر، قامت الحكومة بهدم هذه المباني في عام 2017. أعيد فتحها أمام العامة في صيف عام 2022.

### التشكل
يظل السبب الدقيق وتاريخ تكوين مضيق البوسفور موضوعًا للنقاش بين الجيولوجيين. إحدى الفرضيات الحديثة، والتي يطلق عليها اسم فرضية طوفان البحر الأسود، والتي أطلقتها دراسة تحمل الاسم نفسه في عام 1997 من قبل عالمين من جامعة كولومبيا، تفترض أن مضيق البوسفور قد غُمر بالمياه نحو 5600 قبل الميلاد (تم تحديد تاريخ 6800 قبل الميلاد في عام 2003) عندما ارتفع ارتفاع منسوب المياه. اخترقت مياه البحر الأبيض المتوسط وبحر مرمرة إلى البحر الأسود، والذي كان في ذلك الوقت، وفقًا للافتراضات، مسطحًا منخفضًا من المياه العذبة.
مع ذلك، يزعم العديد من الجيولوجيين أن المضيق أقدم بكثير، حتى لو كان حديثًا نسبيًا على مقياس زمني جيولوجي.

### التشكل الحالي
يتم تعريف حدود مضيق البوسفور على أنها الخط الذي يربط منارة روميلي فينيري وأنادولو فينيري في الشمال، وبين منارة أهيركابي ومنارة كاديكوي إنجيبورنو في الجنوب. بين هذه الحدود، يبلغ طول المضيق 31 كيلومترًا (17 ميلًا بحريًا)، ويبلغ عرضه 3329 مترًا (1.798 ميلًا بحريًا) عند المدخل الشمالي و2826 مترًا (1.526 ميلًا بحريًا) عند المدخل الجنوبي. الحد الأقصى لعرضه هو 3420 متر (1.85 ميل بحري) بين أوموريري وبويكدير ليماني، والحد الأدنى للعرض هو 700 متر (0.38 ميل بحري) بين كانديلي بوينت وآشيان.
يتراوح عمق مضيق البوسفور بين 13 و110 مترًا (بين 43 و361 قدمًا) في منتصف النهر بمتوسط 65 مترًا (213 قدمًا). أعمق نقطة هي بين قنديلي وبيبك، بعمق 110 متر (360 قدم). المواقع الأكثر ضحالة هي قبالة كاديكوي إنسيبورنو على عمق 18 مترًا (59 قدمًا) وقبالة نقطة آشيان على عمق 13 مترًا (43 قدمًا).
يبلغ معدل تدفق المياه جنوبًا 16000 متر مكعب في الثانية (مياه عذبة على السطح) و11000 متر مكعب في الثانية (مياه مالحة بالقرب من القاع). يصف دان بارسونز والباحثون في كلية الأرض والبيئة بجامعة ليدز نهرًا يتدفق تحت البحر الأسود.
يُعد القرن الذهبي مصبًا قبالة المضيق الرئيسي والذي كان تاريخيًا خندقًا لحماية القسطنطينية من الهجوم، فضلًا عن توفير مرسى محمي للبحرية الإمبراطورية لمختلف الإمبراطوريات حتى القرن التاسع عشر، وبعد ذلك أصبح حيًا تاريخيًا في قلب إسطنبول.

## الجسور
ويقطع هذا المضيق 3 جسور هم جسر البوسفور وجسر السلطان محمد الفاتح وجسر السلطان سليم الأول. وفي عام 2016 اُنْتُهِيَ من جسر السلطان سليم الأول أو جسر إسطنبول الثالث. وافتتح رئيس الوزراء رجب طيب أردوغان بتاريخ 29 أكتوبر نفق مرمراي في مياه البوسفور وذلك احتفالاً بمرور تسعون عاماً على تأسيس الجمهورية التركية.

## تاريخ المضيق
يرجع تاريخ مضيق البسفور إلى آلاف السنين، حيث حصل تصدع وتشقق أرضي في العصر الجيولوجي الرابع، وأخذ المضيق شكلهُ الحالي قبل حوالي 7500 سنة، ويعرف المضيق في اللغات الأخرى بمضيق بوسبهورس، واسمه في التراث اليوناني ممر البقرة وذلك نسبة لحكاية أسطورية قديمة تقول أن الإله زيوس حول محبوبته أيبو إلى شكل بقرة خوفاً عليها من غيرة زوجته، فعلمت زوجتهُ بذلك فسلطت عليها ذباباً، فهربت منها أيبو وعبرت هذا المضيق، ولذلك سمي بوسفور المشقة والكلمة مشتقة من كلمتي (بوس) وتعني البقرة، و(هوروس) يعني المضيق، وأجتمعت الكلمتان بمفردة واحدة (بوسفور).
وعبر التاريخ كان هنالك مشكلة في اجتياز السفن من هذا المضيق عبر القارتين، وأول جسر بني على مضيق البوسفور كان في القرن الرابع من قبل الإمبراطور (ألبرس داريوس) والذي كان في حرب مع الأسكيدين، وعبر جيشه على الزوارق والقوارب الخشبية المربوطة ببعضها البعض بواسطة السلاسل، وكان مجموع جيشه سبع مائة ألف مقاتل، ثم تغيرت المنطقة عبر الزمن فصارت منطقة تجارية بعد تطور التجارة البحرية، وبنى البيزنطيون فيها على ضفاف البوسفور قلاعهم والقصور الصيفية، وكذلك بنى العثمانيون في جوانبها الحصون والقلاع وحدائق النزهة وغير ذلك.